# Oedignatha ferox
Oedignatha ferox är en spindelart som först beskrevs av Tamerlan Thorell 1897. Oedignatha ferox ingår i släktet Oedignatha och familjen flinkspindlar.
Artens utbredningsområde är Myanmar. Inga underarter finns listade i Catalogue of Life.